# Енні Крус
Е́нні Крус (англ. Annie Cruz; нар. 6 жовтня 1984 року, Стоктон, Каліфорнія, США) — американська порноакторка філіппінського походження.

## Життєпис
Народилась у каліфорнійському місті Стоктон. Закінчила Бруксайдську християнську вищу школу. Під час навчання була чірлідеркою, увійшла в 5 % найкращих за успішністю випускників класу.
Продовжила навчання в Домініканському університеті Каліфорнії в місті Сан-Рафаель на факультеті журналістики, але, кинувши освіту, перейшла до зйомок в порнофільмах.
2006 року брала участь в радіо-шоу Говарда Стерна.
Брала участь у жіночому боксі і двічі перемагала у боях, але через імовірність отримати травму, здатну перешкодити порнодіяльності, з боксу пішла. Також кілька разів брала участь у жіночій боротьбі.
Називає себе комп'ютерним нердом. Самостійно розробляла дизайн власного сайту і кількох платних порносайтів.
Сфотографувалася топлес для обкладинки альбому «Remixploitation» музиканта John 5.
На 2012 рік Енні Круз знялась в 348 порнофільмах.

## Особисте життя
З 2004 по 2006 року була одружена з порноактором Джеком Лоуренсом.
Крус бісексуалка та прихильниця веганства.

## Нагороди
- 2008 Adam Film Award — королева сквіртингу року[12]
- 2009 AVN Award — найобурливіша сексуальна сцена — Night of the Giving Head[13]